# Erik Ljungberger
Johan Erik Ljungberger, pseudonym Kaifas, född 17 september 1879 i Uppsala, död 23 september 1965, var en svensk journalist, kritiker och manusförfattare.
Ljungberger var redaktör för Svenska Dagbladet 1906–1951, redaktör och ansvarig utgivare Svenska Scenen 1914–1918, redaktör och ansvarig utgivare Scenen 1919–1932, sekreterare i Svenska Sångarförbundet 1921–1958, VD för AB Polyfoto 1933–1953.  
Ljungberger var även redaktör vid Hvar 8 dag.
Ljungberger fick två barn Sven och Ingrid (gift Simonsson).

## Filmmanus
- 1910 – Regina von Emmeritz och Konung Gustaf II Adolf
- 1911 – Järnbäraren